# Cruz al Mérito para Mujeres y Chicas
La Cruz al Mérito para Mujeres y Chicas (Ehrenkreuz für Frauen und Jungfrauen) fue creada el 22 de marzo de 1871 por el Káiser Guillermo I, emperador alemán, en su calidad de rey de Prusia. La condecoración fue presentada solo a mujeres, pero no era una Orden de Damas en el sentido más estricto. Las mujeres y niñas eran premiadas a petición de la emperatriz Augusta, y la condecoración era otorgada por el Káiser.

## Descripción
La apariencia y forma es muy similar a la Cruz de Hierro, pero en el anverso en la unión entre los brazos se halla un emblema de la cruz roja. En el reverso se halla la corona real sobre los monogramas entrelazados "A" y "W" y la fecha 1870-1871. La cruz se llevaba suspendida por un lazo en el pecho izquierdo. La cinta es la misma de la Cruz de Hierro para no-combatientes, blanca con franjas negras en los bordes.

## Condecorados
26 de junio de 1871: Alicia del Reino Unido